# سون شیو
سون شیو (۲۳۵ تا ۳ سپتامبر ۲۶۴)، با نام محترم زیلیه، رسماً امپراتور جینگ وو، سومین امپراتور ووی شرقی در دوره سه امپراتوری چین بود. او پسر سون کوان، نخستین امپراتور و بنیانگذار ووی شرقی بود. او ۲۱ روز پس از عزل کردن کوچک‌ترین برادرش سون لیانگ در ۳۰ نوامبر ۲۵۸ میلادی به‌عنوان سومین امپراتور ووی شرقی تاجگذاری نمود.